# Aphidius seyrigi
Aphidius seyrigi är en stekelart som beskrevs av Granger 1949. Aphidius seyrigi ingår i släktet Aphidius och familjen bracksteklar. Inga underarter finns listade i Catalogue of Life.